# 帕特里克·怀特
帕特里克·维克托·马丁代尔·怀特（Patrick Victor Martindale White，1912年5月28日—1990年10月30日），澳大利亚小说家、剧作家，他被认为是20世纪最重要的英文作家之一。从1935年开始，他出版了12部長篇小说、4部短篇小說集、8部剧本和非小说类文学作品。他的小说可以在情节性描写和意识流间自由切换。1973年他获得诺贝尔文学奖，获奖理由为“由于他史诗与心理叙述艺术，并将一个崭新的大陆带进文学中”。

## 作品
- 小說方面，目前已知的有：
  - 《幸福谷》
  - 《生者與死者》
  - 《姨母的故事》
  - 《人之樹》
  - 《沃斯》
  - 《乘戰車的人》
  - 《堅實的曼陀羅》
  - 《活體解剖者》
  - 《風暴眼》
  - 《樹葉裙》
  - 《特萊龐的愛情》
  - 《白鸚鵡》、《燒傷的人們》：這兩部是短篇小說集。
- 自傳：
  - 《鏡中疵斑》

## 作品在台灣的出版
- 孟祥森/譯，《人之樹》，台北市：遠景出版。
- 李永平/譯，《傷心誌》，台北市：華新，1974年。
- 李永平/譯，《不准養貓的女人》，台北市：華新，1974年。
- 李永平等人/譯，《枯萎的玫瑰》，台北市：華新，1974年。
- 葉爾/譯，《暴風眼》，台北市：林白，1975年。
- 諾貝爾文學獎全集編譯委員會/譯，《懷特》，台北市：九華出版，環華發行。

## 作品在中國大陸的出版
- 《風暴眼》，譯林出版社，2009年。

## 相關書籍
- 徐凱，《孤寂大陸上的陌生人：帕特里克‧懷特小說中的怪異性研究》，上海社會科學院出版社，2007年。
- 陳弘，《走向人性的理想和自由：論帕特里克‧懷特小說中的性》，上海三聯書店，2010年。